# Duri (Sprache)
Duri ist eine auf Sulawesi gesprochene Sprache. Sie gehört zu den austronesischen Sprachen. Sie ist die höchstangesehene Varietät unter den Masenrempulu-Sprachen.